# پمبریج
پمبریج (به انگلیسی: Pembridge) یک روستا و محله مدنی در بریتانیا است که در هرفوردشر واقع شده‌است. پمبریج ۱٬۰۵۶ نفر جمعیت دارد.